# 有鞭類
有鞭類（ゆうべんるい、Uropygi）は、鋏角亜門クモガタ綱に属する節足動物の分類群。姉妹群であるサソリモドキとヤイトムシから構成される。異名（シノニム）として「Camarostomata」がある。
学名「Uropygi」は古代ギリシア語の「οὐρά」（oura、尾）と「πυγή」（puge、尻）の合成であり、これは本群で鞭状体（flagellum）に変化した尾節に由来する。この学名は、しばしばサソリモドキの学名として紹介されているが、これはかつてヤイトムシがサソリモドキの1群として分類された経緯に因んでいる（後述参照）。
有鞭類の共有派生形質は、左右癒合した触肢基節・第1脚から第4脚まで2-1-1-1となる脛節の聴毛数・体の後端にある防御用の分泌腺・独特な求愛行動（求愛行動中でメスはオスの後体を掴む）など少なからぬ挙げられる。
|        | ウデムシ目                                                      |
|        |                                                                 |
| 有鞭類 | \| \| サソリモドキ目 \| \| \| \| \| \| ヤイトムシ目 \| \| \| \| |
|        | \| \| サソリモドキ目 \| \| \| \| \| \| ヤイトムシ目 \| \| \| \| |
|        | サソリモドキ目                                                  |
|        |                                                                 |
|        | ヤイトムシ目                                                    |
|        |                                                                 |

|  | サソリモドキ目 |
|  |                |
|  | ヤイトムシ目   |
|  |                |

|        | ウデムシ目                                                      |
|        |                                                                 |
| 有鞭類 | \| \| サソリモドキ目 \| \| \| \| \| \| ヤイトムシ目 \| \| \| \| |
|        | \| \| サソリモドキ目 \| \| \| \| \| \| ヤイトムシ目 \| \| \| \| |
|        | サソリモドキ目                                                  |
|        |                                                                 |
|        | ヤイトムシ目                                                    |
|        |                                                                 |

|  | サソリモドキ目 |
|  |                |
|  | ヤイトムシ目   |
|  |                |

有鞭類はウデムシの姉妹群であり、共に脚鬚類（Pedipalpi）を構成する。これらは更にクモなどと共に四肺類（Tetrapulmonata）に含まれる。

## 定義の変遷
2018年現在では3つの目（ウデムシ目・サソリモドキ目・ヤイトムシ目）として区別される脚鬚類は、それより以前の20世紀初期までではクモガタ綱の1目としてまとめられた（脚鬚目）。その後、ウデムシ類とサソリモドキ類は独立の目へ昇格したが、当時のヤイトムシ類はサソリモドキ目の1群として扱っており、サソリモドキ目の学名も「Uropygi」であった。
しかし1945年以降、ヤイトムシ類は独立の目としてサソリモドキ目から区別された。これによって、従来の「Uropygi」（Uropygi sensu lato、広義の有鞭類）の定義から区別するため、サソリモドキ目の学名は「Thelyphonida」へ置き替えられるようになったが、「Uropygi」という学名は、しばしば従来のようにサソリモドキ目の学名として用いられる場合もある（Uropygi sensu stricto、狭義の有鞭類）。